# ニナ (香水)

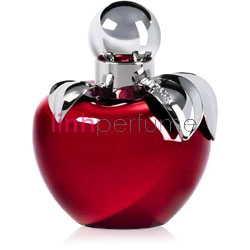
ニナ (2006年)のボトル

ニナ（仏: NINA）は、ニナ・リッチが発売する香水である。

## 歴史
初代のニナは1987年に発売開始した。フローラルブーケを基調にパチュリ、サンダルウッド、モスなどウッディ系の香りを配合したものであったが廃番となった。その後2006年に、初代を受け継いだ新たな「ニナ」が発売された。

## 香り
2006年発売のものはオリヴィエ・クリスプとジャック・キャヴァリエの二人の調香師により開発された。グリーンレモンのトップノートにプラリネ・クチナシ・シャクヤクのフローラルノートを配合。さらにメレンゲタルトのようなミルキーなラストノートが香る。

## 瓶
初代「ニナ」は円形の淡いオレンジ色の円形のガラス瓶。2006年の「ニナ」は、りんご飴のアクセサリーのような赤いボトルが特徴である。これはロベール・リッチとマルク・ラリックが1952年に創作した「フィーユ・ディヴ」の瓶から着想を得ている。